# Бак-дайс
Бак Дайс — широко известная в мире игра в кости. Для игры необходимо как минимум 3 игральные кости, количество игроков не ограничено.

## Правила игры
В игре бак дайс перед игрой производится выбор крупье, или же игроки бросают кубики и таким образом определяют очередность ходов. Если на одном из кубиков появляется необходимое число — игрок получает одно очко. Когда игровое очко появляется сразу на двух костях, игрок получит два бала. После собирания 15 баллов (бака) игроки оставляют игру и ожидают других игроков.
Если сумма очков после броска превышает 15 очков, результат не засчитывается и ход переходит к другому игроку. В отличие от других игр в кости, в игре бак дайс только один проигравший. Им оказывается игрок, который последним остается в игре.
Обычно проигравший оплачивает выигрыши других игроков, денежная сумма обычно предварительно оговаривается. В некоторых правилах игроки получают фиксированную ставку, при получении бака за один бросок игроки получают двойную ставку.